# 메지무레주

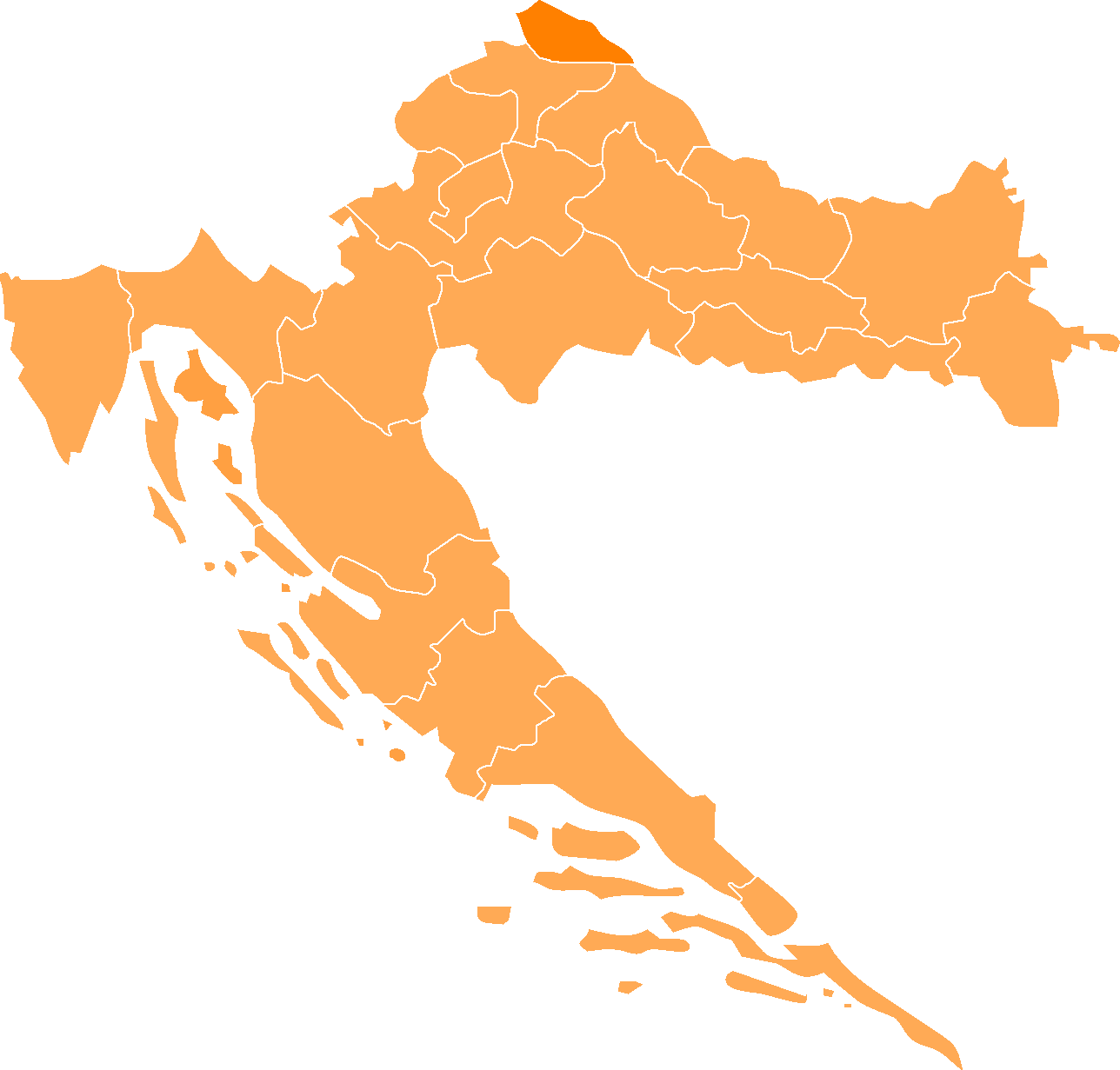
메지무레주의 위치

메지무레주(크로아티아어: Međimurska županija)는 크로아티아 최북단에 위치한 주로 주도는 차코베츠이며 면적은 730km2, 인구는 118,426명(2001년 기준), 인구 밀도는 162.2명/km2이다. 크로아티아에서 면적이 가장 작은 주이다.
서쪽으로는 슬로베니아, 동쪽으로는 헝가리와 국경을 접하며 남쪽으로는 바라주딘주, 코프리브니차크리제브치주와 접한다. 주 북서부는 디나르알프스산맥, 주 남동부는 판노니아 평원과 접한다. 3개 시와 22개 지방 자치체를 관할하며 주 의회는 41개 의석으로 구성되어 있다.

주기
주 문장